# Љубавне везе
Љубавне везе (шп. Lazos de amor) мексичка је теленовела, продукцијске куће Телевиса, снимана током 1995. и 1996.
У Србији је приказивана током 1997. и 1998. на ТВ Палма, а затим и на другим локалним телевизијама.

## Синопсис
Прича прати неизбежне сусрете и сукобљавања три сестре, што оставља низ последица у њиховим животима, као и животима људи који их окружују.
Марија Гвадалупе, Марија Паула и Марија Фернанда изгледом су идентичне тројке које имају потпуно различити карактер. Саобраћајна несрећа, у којој су им настрадили родитељи, учиниће да њихови животни путеви и судбина буду различите.
Марија Гвадалупе је девојка пуна живота, која ужива у песми и плесу. Једина жеља јој је да се тиме бави и професионално, али је у томе спречавају љубомора њеног момка Николаса као и противљење Ане Салас, жене која ју је пронашла и одгајила, а за коју Марија Гвадалупе верује да јој је мајка. Упркос Аниним очајничким покушајима да сачува тајну, давно изгубљена сестра успева да открије свој прави идентитет.
Марији Фернанди трагична несрећа је одузела вид. Успевши да надвлада слепило, израшће у племениту девојку која уз помоћ љубави, Херарда, настоји свим силама да пронађе своју изгубљену сестру.
Марија Паула је пак, себична и користољубива. У жељи да буде једина мезимица и наследница баке Мерседес, а нарочито стрица Едуарда, она одбија да призна да јој је давно нестала сестра жива. Али, њен проблем је много дубљи, прикривен годинама, јер она је била та која је проузроковала несрећу својих родитеља.
Кључну улогу у њиховим животима има бака Мерседес де Итурбе, богата и угледна жена чије је здравље нарушено низом несрећа које су задесиле њену породицу. Њен једини циљ је да пронађе своју изгубљену унуку, за којом безуспешно трага годинама. Иако своје унуке подједнако воли, потпуно несвесно већу пажњу поклања Марији Фернанди, не схватајући да се то одражава на Марију Паулу. Због недостатка бакине пажње, Марија Паула проналази утеху у загрљају свога стрица, који ју је размазио до те мере да јој испуњава све хирове. Из таквог односа родиће се болесна љубав, због које ће Марија Паула терати сваку жену која се приближи њеном стрицу, све док на крају и њега не буде убила.

## Улоге
| Глумац                  | Улога                                                                                |
| ----------------------- | ------------------------------------------------------------------------------------ |
| Лусеро                  | Марија Гвадалупе Ривас Итурбе Марија Фернанда Ривас Итурбе Марија Паула Ривас Итурбе |
| Луис Хосе Сантандер     | Николас Миранда                                                                      |
| Марга Лопез             | Мерседес де Итурбе                                                                   |
| Луис Бајардо            | Едмундо Сандовал                                                                     |
| Демијан Бићир           | Валенте Сегура                                                                       |
| Мати Хуитрон            | Ана Салас                                                                            |
| Фелисија Меркадо        | Ненси Балбоа                                                                         |
| Гиљермо Мурај           | Алехандро Молина                                                                     |
| Ана Луиса Пелуфо        | Аурора Кампос                                                                        |
| Ото Сирго               | Едуардо Ривас                                                                        |
| Хуан Мануел Бернал      | Херардо Сандовал                                                                     |
| Барбара Корсега         | Флор                                                                                 |
| Кристал                 | Соледад Хименез                                                                      |
| Нерина Ферер            | Ирена                                                                                |
| Маријана Кар            | Сусана Фереира                                                                       |
| Вероника Мерћант        | Вирхинија Алтамирано                                                                 |
| Алехандра Пениће        | Хулијета                                                                             |
| Фабијан Роблес          | Хеновево Хено Рамос                                                                  |
| Ангелика Вале           | Тере                                                                                 |
| Гиљермо Зарур           | Професор Маријано Лопез                                                              |
| Орландо Мигел           | Освалдо Лареа                                                                        |
| Ерик Рубин              | Карлос Леон                                                                          |
| Гиљермо Агилар          | Пабло Алтамирано                                                                     |
| Ема Тереза Армендариз   | Фелиса                                                                               |
| Енрике Бекер            | Серхио Кампос                                                                        |
| Росенда Бернал          | Соња Алтамирано                                                                      |
| Виктор Карпинтеиро      | Хавијер                                                                              |
| Хуан Карлос Коломбо     | Самуел Леви                                                                          |
| Луис де Икаса           | Дебели                                                                               |
| Артуро Лорка            | Хосе де Хесус                                                                        |
| Моника Санчез           | Дијана                                                                               |
| Ернесто Лагвардија      | Бернардо Ривас                                                                       |
| Марисол Сантакруз       | Патрисија                                                                            |
| Карла Талавера          | Роси                                                                                 |
| Пати Томас              | Сесилија                                                                             |
| Моника Мигел            | Чоле                                                                                 |
| Гастон Тусет            | Нестор Миранда                                                                       |
| Силвија Дербез          | Милагрос                                                                             |
| Рафаел Базан            | Марито                                                                               |
| Ђовани ди Анђело        | Армандо                                                                              |
| Мануел Гизар            | Анаја                                                                                |
| Рамиро Уерта            | Херонимо                                                                             |
| Лусеро Леон             | Еухенија                                                                             |
| Абигаил Мартинез        | Берта                                                                                |
| Родриго Монталво        | Хулијан                                                                              |
| Марикармен Вела         | Зојла                                                                                |
| Луис де Гамба           | Анибал                                                                               |
| Ернесто Бретон          | Леонсио                                                                              |
| Силвија Еухенија Дербез | Олга                                                                                 |
| Росио Естрада           | Ана Салас (у младости)                                                               |
| Клаудија Галвез         | Беатриз                                                                              |
| Фернандо Торес Лапам    | др Алказар                                                                           |
| Клаудио Сорел           | Артемио Хуарез                                                                       |
| Ана Марија Хакобо       | Есперанса                                                                            |
| Артуро Паулет           | Присилијано                                                                          |
| Марко Иван Калвиљо      | Рубен                                                                                |
| Ирена Арсила            | Клаудија                                                                             |
| Хосе Антонио Естрада    | Педро                                                                                |
| Пабло Монтеро           | Оскар Ернандез                                                                       |
| Клаудија Рохо           | Мика                                                                                 |